# 輿圖
輿圖（又稱輿地圖）為繪有疆域範圍之地圖，在歷史上，各朝代先後繪製有多版輿地圖；但在中西交流頻繁後，所繪製的輿地圖已不限於本國之疆域。
中國歷代所繪製的輿地圖包括：
- 舆地图 (朱思本绘制)（元）
- 山海輿地全圖（明）
- 康熙皇輿全覽圖（清）
- 坤輿萬國全圖（清）
- 康熙台灣輿圖（清）

韓國歷史上所繪製的輿地圖：
- 大東輿地圖

## 延伸阅读
[在维基数据编辑]
 《欽定古今圖書集成·方輿彙編·坤輿典·輿圖部》，出自陈梦雷《古今圖書集成》